# Dominic Solanke
Dominic Solanke  född 14 september 1997 i Basingstoke, England, är en engelsk fotbollsspelare (anfallare) som spelar för den engelska klubben Tottenham Hotspur FC.

## Klubbkarriär
Den 4 januari 2019 skrev Solanke på för Bournemouth. Han debuterade den 2 februari i en 2–0 bortaförlust mot Cardiff City.
Solanke gjorde sitt första och andra Premier League-mål för Bournemouth i sitt 39:e ligaframträdande den 12 juli 2020, en 4–1-seger mot Leicester City.
Under säsongen 2020-21 gjorde Solanke 15 mål i Championship, flest i laget tillsammans med Arnaut Danjuma. Säsongen därpå gjorde Solanke 29 mål och spelade upp Bournemouth åter till Premier League.
Den 23 december 2023 gjorde Solanke sitt första hattrick i en 3–2-seger över Nottingham Forest. Efter att ha gjort sex mål på sju matcher i december blev han utsedd till månadens spelare i Premier League. Solanke blev därmed den första Bournemouth-spelaren att vinna utmärkelsen. Under säsongen 2023–24 satte han ett nytt personligt rekord i Premier League med 19 mål.
Den 10 augusti 2024 meddelade Tottenham Hotspur att Solanke tecknat ett sexårskontrakt med Londonklubben.

## Landslagskarriär
Solanke debuterade för Englands landslag den 14 november 2017 i en 0–0-match mot Brasilien, där han blev inbytt i den 75:e minuten mot Jamie Vardy.